# Guy Banister

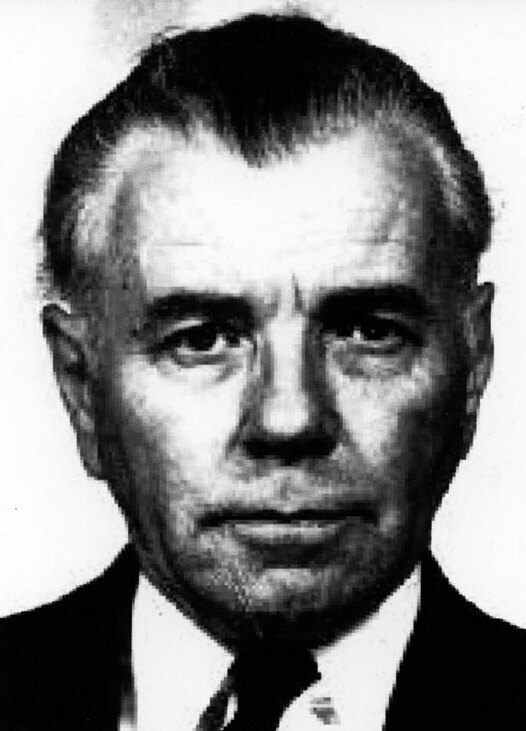
Guy Banister

Guy Banister (* 7. März 1901 in Monroe, Louisiana; † 6. Juni 1964 in New Orleans, Louisiana) war ein US-amerikanischer FBI-Agent, Polizist und Privatdetektiv. Er hatte Kontakte zu verschiedenen exilkubanischen antikommunistischen Gruppen. Laut der Zeitung New Orleans States-Item nahm Banister „an jeder antikommunistischen Revolution in Süd- und Mittelamerika teil und fungierte als wichtiger Verbindungsmann für die von der US-Regierung geförderten antikommunistischen Aktivitäten in Lateinamerika“. Nach seinem Tod behauptete der Staatsanwalt von New Orleans, Jim Garrison, dass er an der Ermordung von John F. Kennedy beteiligt gewesen sei.

## Frühes Leben und Karriere im FBI
Banister wurde in Monroe, Louisiana als ältestes von sieben Kindern geboren. Nach seinem Studium an der Louisiana State University trat er in das Monroe Police Department ein. Er war auch Mitglied der Freimaurer und der Shriners. Im Jahr 1934 trat Banister dem Federal Bureau of Investigation bei. Hier war er bei der Tötung von John Dillinger anwesend. Ursprünglich in Indianapolis stationiert, wechselte er später nach New York City, wo er an den Ermittlungen gegen die Kommunistische Partei Amerikas beteiligt war. FBI-Direktor J. Edgar Hoover war von Banisters Arbeit beeindruckt und beförderte ihn 1938 zum Leiter der FBI-Einheit in Butte, Montana. Als FBI-Mitarbeiter war er 1947 an der Untersuchung eines UFO-Vorfalls („Flying saucer“) in Twin Falls, Idaho beteiligt, wobei es sich um einen Teenagerstreich gehandelt haben soll. Er diente später auch in Oklahoma City, Minneapolis und Chicago, bevor er 1954 aus dem FBI ausschied.
Im Januar 1955 wurde er zum stellvertretenden Polizeipräsidenten von New Orleans ernannt, wo er mit der Untersuchung des organisierten Verbrechens und der Korruption innerhalb der Polizei beauftragt wurde. Später stellte sich heraus, dass er auch an der Untersuchung der Rolle linker politischer Aktivisten der Bürgerrechtsbewegung in New Orleans beteiligt war. Auf dem Campus der Tulane University und der Louisiana State University unterhielt er ein Netz von Informanten, die Informationen über „kommunistische“ Aktivitäten sammelten. Über seine Kontakte übermittelte er Berichte über seine Erkenntnisse an das FBI. Im März 1957 wurde Banister suspendiert, nachdem Zeugen berichtet hatten, dass er seinen Revolver gezogen hatte und einem Barkeeper im French Quarter bedroht hatte. Dieser Vorfall führte schließlich zu seiner Entlassung.

## Aktivitäten als Privatermittler in New Orleans
Nach seinem Ausscheiden aus dem New Orleans Police Department gründete Banister seine eigene Privatdetektei, Guy Banister Associates, Inc. im Balter Building 434. Im Juni 1960 verlegte Banister sein Büro in die Lafayette Street 531 im Erdgeschoss des Newman Building. Um die Ecke, aber im selben Gebäude, mit einem anderen Eingang, befand sich die Adresse 544 Camp Street, die später auf Flugblättern des Fair Play for Cuba Committee zu finden war, die von Lee Harvey Oswald, dem Mörder von Präsident John F. Kennedy, verteilt wurden. In der unmittelbaren Umgebung befanden sich auch Einrichtungen des FBI und der amerikanischen Geheimdienste. Banister soll enge Kontakte zu den verschiedenen exilkubanischen Anti-Castro-Gruppen gehabt haben, welche sich in New Orleans angesiedelt hatten. Banister selbst war ein antikommunistischer Hardliner und Mitglied der ultrarechten John Birch Society. Er gab auch den Louisiana Intelligence Digest heraus, eine antikommunistische Publikation, welche die Bürgerrechtsbewegung als kommunistische Verschwörung darstellte und gegen das Ende der Rassentrennung war.
Banister war 1961 in einen Überfall auf ein Munitionsdepot in Houma verwickelt, bei dem „verschiedene Waffen, Granaten und Munition gestohlen wurden, die Berichten zufolge von mehreren Zeugen in Banisters Hinterzimmer gestapelt gesehen wurden“. Die Zeitung New Orleans States-Item berichtete über die Gerüchte, dass Banister 1961 als Munitionslieferant für die Invasion in der Schweinebucht diente und bis 1963 von seinem Büro aus mit Waffen handelte. 1962 schickte Banister angeblich einen Mitarbeiter, Maurice Brooks Gatlin - Rechtsberater von Banisters „Antikommunistischer Liga der Karibik“ - nach Paris, um einen Koffer mit 200.000 Dollar für die französische Organisation de l’armée secrète zu übergeben. 1963 begannen Banister und der Anti-Castro-Aktivist David Ferrie, für einen Anwalt namens G. Wray Gill und dessen Klienten, den Mafiaboss Carlos Marcello aus New Orleans, zu arbeiten. Dabei ging es um Versuche, Marcellos Abschiebung zu verhindern. Ferrie soll laut Zeugen regelmäßig mit Banister zusammen gesehen worden sein.

## Angebliche Rolle beim Kennedy-Attentat
Am Nachmittag des 22. November 1963, dem Tag, an dem Präsident John F. Kennedy ermordet wurde, tranken Banister und einer seiner Ermittler, Jack Martin, zusammen in der Katzenjammer Bar, die sich in der Nähe der Camp Street 544 in New Orleans befand. Auf dem Rückweg zu Banisters Büro gerieten die beiden Männer in einen Streit. Banister glaubte, dass Martin einige Akten gestohlen hatte, zog seinen .357 Magnum-Revolver und schlug damit mehrmals auf Martin ein. Der wurde verletzt und musste im Krankenhaus behandelt werden. Als er im Dezember 1977 von Ermittlern des United States House Select Committee on Assassinations (HSCA) zu dem Vorfall befragt wurde, sagte Martin, dass er in der Hitze des Streits kurz vor dem Schlag mit der Pistole zu Banister gesagt habe: „Was wollen Sie tun - mich töten, wie Sie alle Kennedy getötet haben?“
In den Tagen nach dem Attentat erzählte Martin den Behörden und Reportern, dass der Anti-Castro-Aktivist David Ferrie in das Attentat verwickelt gewesen sei. Er behauptete, dass Ferrie Oswald aus ihrer gemeinsamen Zeit bei der New Orleans Civil Air Patrol kannte und dass Ferrie Oswald den Umgang mit einem Gewehr mit Zielfernrohr beigebracht haben könnte. Martin behauptete auch, dass Ferrie am Tag der Ermordung Kennedys nach Texas fuhr, um den Attentätern als Fluchtpilot zu dienen. Von der HSCA befragte Zeugen gaben an, dass Banister „vor dem Attentat von Oswald und seinem Fair Play for Cuba Committee wusste“. Banisters Sekretärin Delphine Roberts sagte aus, dass Oswald in Banisters Büro gewesen und mit ihm offensichtlich vertraut gewesen sei. Das HSCA untersuchte Roberts’ Behauptungen und stellte fest, dass „die Zuverlässigkeit ihrer Aussagen nicht ermittelt werden konnte“.
Die angeblichen Aktivitäten von Banister, Ferrie und Oswald erreichten den Staatsanwalt von New Orleans, Jim Garrison, der sich Ende 1966 für mögliche in New Orleans abgelaufenen Ereignisse im Zusammenhang mit dem Attentat interessierte. Im Dezember 1966 befragte Garrison Martin zu diesen Aktivitäten. Martin behauptete, dass Banister, Ferrie und eine Gruppe von Castro-feindlichen Exilkubanern in Operationen gegen Castros Kuba verwickelt waren, zu denen auch Waffenschmuggel und Einbrüche in Waffenlager gehörten.
Als Garrison seine Ermittlungen fortsetzte, kam er zu der Überzeugung, dass eine Gruppe rechtsgerichteter Aktivisten, darunter Banister, Ferrie und Clay Shaw, in eine Verschwörung mit Elementen der Central Intelligence Agency (CIA) verwickelt war, um Kennedy zu töten. Garrison behauptete später, das Motiv für das Attentat sei die Verärgerung über Kennedys Versuche gewesen, Frieden sowohl in Kuba als auch in Vietnam zu erreichen. Garrison glaubte auch, dass Banister, Shaw und Ferrie sich verschworen hatten, um Oswald als Sündenbock für das JFK-Attentat hinzustellen. In einem Gerichtsprozess hinsichtlich seiner möglichen Beteiligung am Kennedy-Attentat wurde Shaw jedoch im Februar 1969 freigesprochen. Ferrie und Banister waren zu diesem Zeitpunkt bereits verstorben.

## Tod
Banister starb am 6. Juni 1964 an einer Koronarthrombose. Banisters Akten gingen nach seinem Tod an verschiedene Personen. Später befragte der stellvertretende Staatsanwalt von New Orleans, Andrew Sciambra, Banisters Witwe. Sie erzählte ihm, dass sie in Banisters Büro einige Fair-Play-for-Cuba-Flugblätter sah, als sie nach seinem Tod dorthin ging.

## Fiktionale Darstellungen
Banister wurde von Ed Asner in Oliver Stones Film JFK – Tatort Dallas aus dem Jahre 1991 dargestellt.